# ماهی طعمه

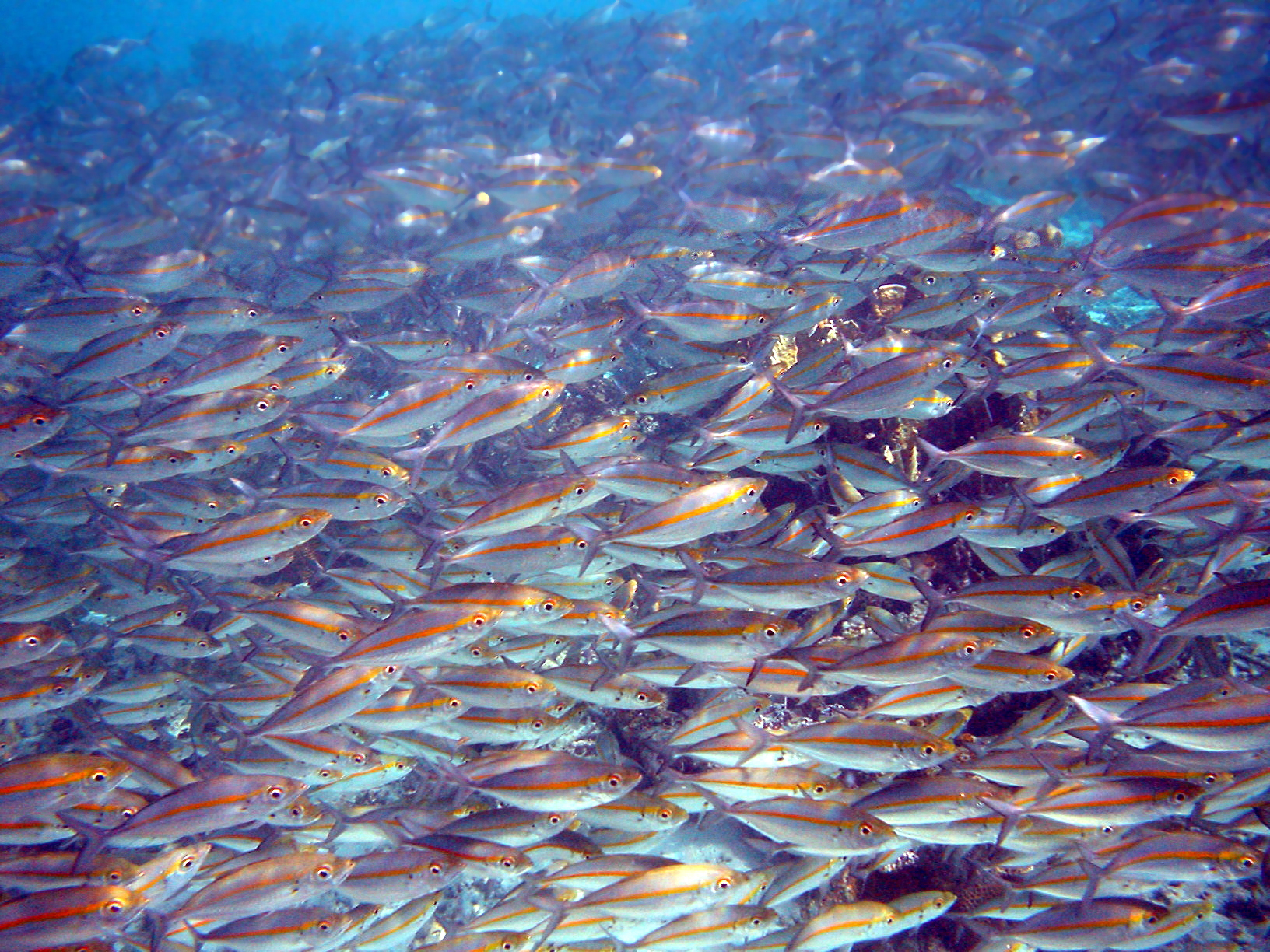
گروهی از ماهی‌های تفنگچی نوارطلایی. این ماهی‌ها برای حفاظت بهتر در برابر طعمه‌خواران سعی می‌کنند به صورت گروهی حرکت کنند.

به ماهی‌های کوچکی که عمدتاً به صورت گروهی در آب‌های نسبتاً عمیق زندگی می‌کنند و همواره خوراک ماهی‌های بزرگ‌تر یا دیگر جانوران طعمه‌خوار می‌شوند اصطلاحاً ماهی طُعمه (به انگلیسی: Forage fish) گفته می‌شود. به‌جز ابزیان بزرگ، طعمه‌خوارانی چون پستانداران دریایی و پرندگان دریایی از ماهی‌های طعمه تغذیه می‌کنند.
ماهی‌های طعمه معمولاً در بخش‌های پایین زنجیره غذایی قرار دارند و اغلب از پلانکتون‌ها تغذیه می‌کنند. بیشتر ماهی‌های طعمه از خانواده شگ‌ماهیان هستند اما دیگر ماهی‌های کوچک از خانواده‌های نیم‌منقارماهیان، گل‌آذین‌ماهیان، سیمین‌ماهیان و ماهی تفنگچی نوارطلایی هم همواره طعمه طعمه‌خواران بزرگ می‌شوند.
از نمونه ماهی‌های طعمه از خانواده شگ‌ماهیان می‌توان به شاه‌ماهی، ساردین، شاه‌ماهی گودابه، ماهی صبور، کودماهی، موتوماهی و ماهی خمسی اشاره کرد.